# Allobaccha sauteri
Allobaccha sauteri är en tvåvingeart som först beskrevs av Kertesz 1913.  Allobaccha sauteri ingår i släktet Allobaccha och familjen blomflugor.
Artens utbredningsområde är Taiwan. Inga underarter finns listade i Catalogue of Life.